# D.S. (bài hát)
"D.S." là bài hát của Michael Jackson trong album kép năm 1995 của anh HIStory: Past, Present and Future, Book I. Nó là track thứ sáu của đĩa thứ hai, một trong ba bài hát trong đĩa có lời được in trong booklet kèm theo album, có thời lượng bốn phút và năm mươi chín giây.